# Naoto Hayasaka
Pour les articles homonymes, voir Hayasaka.
Naoto Hayasaka (早坂 尚人, Hayasaka Naoto, né le 4 décembre 1995 à Saitama) est un gymnaste artistique japonais.
Il remporte la médaille d'or par équipes lors des Championnats du monde 2015 à Glasgow.